# 38628 Huja
38628 Huja (mednarodno ime Huya) je  čezneptunski asteroid v resonanci 2 : 3 z Neptunom. Spada v skupino plutinov . Asteroid dvakrat obkroži Sonce v času, ko Neptun naredi tri obkroženja.

## Odkritje in imenovanje
Odkril ga je Ignacio Ferrin 10. marca 2000 na Observatoriju CIDA v Venezueli. Odkritje je objavil 24. oktobra 2000. V avgustu 2003 mu je Mednarodna astronomska zveza dodelila ime po Huji, bogu dežja ameriškoindijske etnične skupine Wayuu (wayuuško Juyá), ki živi v severni Kolumbiji in severozahodni Venezueli

## Lastnosti
V času odkritja je bil asteroid Huja najbolj svetlo čezneptunsko telo. Ocenjuje se, da ima premer okoli 480 km. Je rahlo rdeče barve. Predvidevajo, da so na njem organske snovi (tolin .)
Vsako leto pride v opozicijo v začetku maja, ko ima navidezni sij 19,3.